# Os Economistas
Os Economistas foi uma coleção de livros iniciada pela Editora Abril (1ª edição) em 1982 e que, posteriormente, foi comprada pela Nova Cultural.

## Edições
A lista abaixo traz os números de cada uma das edições, bem como dados gerais:
| Número | Primeira Edição 1983 Capa dura marrom com nome em fundo dourado | Segunda Edição 1985 Capa mole marrom com nome em fundo vermelho | Terceira Edição 1988 Capa mole cinza com nome em fundo azul | Quarta Edição 1996/1997 Capa dura azul com nome dourado |
| ------ | --------------------------------------------------------------- | --------------------------------------------------------------- | ----------------------------------------------------------- | ------------------------------------------------------- |
| 01     | Smith I                                                         | Smith I                                                         | Smith I                                                     | Smith I                                                 |
| 02     | Smith II                                                        | Smith II                                                        | Smith II                                                    | Smith II                                                |
| 03     | Baran                                                           | Baran                                                           | Adam Smith III                                              | Galbraith                                               |
| 04     | Berle e Means                                                   | Berle e Means                                                   | Means                                                       | Hobson                                                  |
| 05     | Bukharin                                                        | Böhm-Bawerk I                                                   | Böhm-Bawerk I                                               | Jevons                                                  |
| 06     | Celso Furtado                                                   | Böhm-Bawerk II                                                  | Böhm-Bawerk II                                              | Kalecki                                                 |
| 07     | Fisher                                                          | Bukharin                                                        | Bukharin                                                    | Keynes                                                  |
| 08     | Friedman                                                        | Celso Furtado                                                   | Friedman                                                    | Malthus                                                 |
| 09     | Galbraith                                                       | Fisher                                                          | Galbraith                                                   | Marshall                                                |
| 10     | Hicks                                                           | Friedman                                                        | Hicks                                                       | Marx I                                                  |
| 11     | Hobson                                                          | Galbraith                                                       | Hume e Quesnay                                              | Marx II                                                 |
| 12     | Jean-Baptiste Say                                               | Hicks                                                           | Fisher                                                      | Myrdal                                                  |
| 13     | Jevons e Menger                                                 | Hilferding                                                      | Jevons                                                      | Pareto                                                  |
| 14     | Kalecki, Sraffa e Robinson                                      | Hobson                                                          | Keynes                                                      | Petty e Quesnay                                         |
| 15     | Keynes                                                          | Jean-Baptiste Say                                               | Labini                                                      | Ricardo                                                 |
| 16     | Kuznets                                                         | Jevons e Menger                                                 | Lange e Tinbergen                                           | Samuelson                                               |
| 17     | Labini                                                          | Kalecki, Sraffa e Robinson                                      | Lenin I                                                     | Schumpeter                                              |
| 18     | Lenin                                                           | Kautsky                                                         | Lenin II                                                    | Sraffa e Robinson                                       |
| 19     | Leontief                                                        | Keynes                                                          | Leontief                                                    | Stuart Mill I                                           |
| 20     | List e Hodgskin                                                 | Kuznets                                                         | List                                                        | Stuart Mill II                                          |
| 21     | Malthus e Ricardo                                               | Labini                                                          | Marshall I                                                  | Walras                                                  |
| 22     | Mandel                                                          | Lange e Tinbergen                                               | Marshall II                                                 | Weber                                                   |
| 23     | Marshall I                                                      | Lenin                                                           | Marx I                                                      | Dicionário de Economia                                  |
| 24     | Marshall II                                                     | Leontief                                                        | Marx II                                                     | História do Pensamento Econômico                        |
| 25     | Marx I                                                          | List e Hodgskin                                                 | Marx III                                                    |                                                         |
| 26     | Marx II                                                         | Malthus e Ricardo                                               | Marx IV                                                     |                                                         |
| 27     | Marx III                                                        | Marshall I                                                      | Marx V                                                      |                                                         |
| 28     | Marx IV                                                         | Marshall II                                                     | Maurice Dobb                                                |                                                         |
| 29     | Marx V                                                          | Marx I                                                          | Menger                                                      |                                                         |
| 30     | Maurice Dobb                                                    | Marx II                                                         | Mitchell                                                    |                                                         |
| 31     | Mitchell                                                        | Marx III                                                        | Myrdal                                                      |                                                         |
| 32     | Myrdal                                                          | Marx IV                                                         | Pareto I                                                    |                                                         |
| 33     | Pareto I                                                        | Marx V                                                          | Pareto II                                                   |                                                         |
| 34     | Pareto II                                                       | Maurice Dobb                                                    | Petty                                                       |                                                         |
| 35     | Petty, Hume e Quesnay                                           | Mitchell                                                        | Ricardo                                                     |                                                         |
| 36     | Ricardo                                                         | Myrdal                                                          | Rosa Luxemburgo I                                           |                                                         |
| 37     | Rosa Luxemburgo I                                               | Pareto                                                          | Rosa Luxemburgo II                                          |                                                         |
| 38     | Rosa Luxemburgo II                                              | Petty, Hume e Quesnay                                           | Samuelson                                                   |                                                         |
| 39     | Samuelson                                                       | Ricardo                                                         | Schumpeter                                                  |                                                         |
| 40     | Schumpeter                                                      | Rosa Luxemburgo                                                 | Stuart Mill I                                               |                                                         |
| 41     | Steindl                                                         | Samuelson                                                       | Stuart Mill II                                              |                                                         |
| 42     | Stuart Mill I                                                   | Schumpeter                                                      | Stuart Mill III                                             |                                                         |
| 43     | Stuart Mill II                                                  | Stuart Mill I                                                   | Veblen                                                      |                                                         |
| 44     | Sweezy                                                          | Stuart Mill II                                                  | Walras                                                      |                                                         |
| 45     | Veblen                                                          | Sweezy                                                          | Wicksell                                                    |                                                         |
| 46     | Walras                                                          | Veblen                                                          |                                                             |                                                         |
| 47     | Dicionário de Economia                                          | Walras                                                          |                                                             |                                                         |
| 48     |                                                                 | Wicksell                                                        |                                                             |                                                         |